# Венчик мотылькового типа
Венчик мотылькового типа — особый тип венчика, характерный для представителей подсемейства Мотыльковые семейства Бобовые.
Название этой части цветка дано по сходству с мотыльком и используется в ботанической литературе с XVI века.

## Строение
Венчик мотылькового типа — зигоморфный (то есть через него можно провести только одну плоскость симметрии). Состоит из пяти лепестков, которые имеют собственные названия:
- флаг (лат. vexillum), или парус — верхний, самый крупный лепесток (в бутоне — наружный лепесток); обычно ярко окрашен; части этого лепестка также имеют собственные названия: верхняя широкая называется отгиб, нижняя узкая — ноготок;
- крылья, или вёсла (лат. alae) — два боковых лепестка;
- лодочка, или киль (лат. саrina) — два нижних лепестка, слипшихся или сросшихся краями в верхней половине; внутри лодочки находятся тычинки и гинецей.

У некоторых растений, — например, клитории (Clitoria), — цветоножка перекручена на 180 градусов, поэтому вёсла с лодочкой находятся не в нижней части венчика, а в верхней.
Чашечка в цветках с венчиком мотылькового типа — пятидольная неопадающая. Цветки с мотыльковым венчиком иногда называют цветками мотылькового типа.

## Функционирование
Строение мотылькового венчика таково, что проникнуть к запасам пыльцы и нектара могут только эффективные опылители, которыми для растений с таким строением венчика являются в первую очередь шмели и пчёлы. Чтобы добраться до пыльцы и нектара, требуется раздвинуть лепестки; справиться с этой задачей могут только сильные и относительно тяжёлые насекомые; иногда в качестве опылителей выступают также мелкие птицы.
Флаг служит для привлечения насекомых, для этой цели он обычно ярко окрашен, на нём также нередко имеются дополнительные метки в виде ярких прожилок.
Насекомое садится обычно на край лодочки или на одно из вёсел и пытается проникнуть хоботком к основанию тычиночных нитей, где находится нектар. Поскольку все лепестки соединены посредством выступов, венчик на действия насекомого реагирует как единая система: флаг отгибается назад, вёсла отходят вниз и в стороны, тычинки же и гинецей сохраняют горизонтальное положение и соприкасаются с брюшком насекомого. Когда насекомое улетает, лепестки возвращаются в прежнее положение.
Венчик мотылькового типа, защищающий пыльцу и нектар от мух, мелких бабочек и других неэффективных в данном случае опылителей, может служить примером «биологического замка́». Впрочем, этот замок не всегда помогает растению: некоторые насекомые с короткими хоботками похищают нектар, прокалывая покровы цветка снаружи.
| |  |  |
| Растения с венчиком мотылькового типа. Слева направо: горох (Pisum); кроталярия (Crotalaria); чина (Lathyrus) |  |  |